# 立德里 (臺中市)
立德里，為臺灣臺中市大里區轄下的一個里，位於大里區中央偏東，為臺中市郊的住宅區，多為連棟式透天。

## 里名由來
本境原屬「立仁里」管轄，建里時，以立仁里的「立」字，另取雅字「德」字，定名為「立德里」。

## 地理
立德里面積0.5926平方公里，劃分為31鄰。本里東隔立仁路與新仁里為界，西以大里溪界中新里，南隔頭汴坑溪與仁化里對望，北為立仁里。

## 行政區劃沿革
立德里原屬大里市立仁里管轄。民國91年（2002年），調整行政區，以立仁里南境置「立德里」。

## 交通
主要道路
- 甲堤南路
- 立元路
- 立仁路
- 立新街

臺中市市區公車
| 市區公車編號 | 業者     | 營運區間                 | 備註                                                         |
| 39           | 建明客運 | 新烏日車站-立新國小      | 經立人高中、興大附中、大里仁愛醫院、樹王                     |
| 133          | 台中客運 | 新烏日車站－朝陽科技大學 | 經大元國小、德芳路、十九甲、塗城                             |
| 243          | 台中客運 | 亞洲大學安藤館-東山高中  | 經霧峰農工、甲堤南路、新仁路一段                             |
| 285          | 東南客運 | 帝國製糖廠-銀聯一村      | 經立人高中、中興大學、成功國中、菩提醫院、甲堤南路           |
| 285副        | 東南客運 | 帝國製糖廠-竹仔坑        | 經立人高中、中興大學、成功國中、益民國小、新仁路一段、立仁路 |

### 書籍
- 《臺灣地名辭書》卷十二《臺中縣》第二冊，第26頁

### 外部連結
- 臺中市大里區公所 沿革